# 中江公人
中江 公人（なかえ きみと、1953年〈昭和28年〉6月30日 - ）は、日本の大蔵・金融・防衛官僚。勲章は瑞宝重光章。金融庁総務企画局総括審議官、防衛省経理装備局長、防衛省大臣官房長、防衛事務次官などを歴任した。防衛省退官後、労働金庫連合会理事長、一般社団法人全国労働金庫協会理事長、公益財団法人東京財団政策研究所監事、イノテック株式会社社外取締役。大阪府出身。

## 略歴
- 1976年03月00　：京都大学法学部卒業
- 1976年04月00　：大蔵省入省、大臣官房文書課配属
- 1978年09月00　：大蔵省大臣官房調査企画課
- 1979年07月00　：大蔵省関税局企画課
- 1981年07月00　：関東信越国税局日立税務署長
- 1982年07月00　：農林水産省大臣官房企画室企画官
- 1984年07月00　：大蔵省主計局調査課長補佐
- 1986年02月00　：（併）臨時教育審議会事務局調査員
- 1987年07月00　：大蔵省主計局主計官補佐（通産第三係主査）
- 1987年08月00　：（免）臨時教育審議会事務局調査員
- 1989年05月00　：大蔵省主計局主計官補佐（通産第一、二、三係主査）
- 1989年06月00　：大蔵省主計局付（外務研修）
- 1990年05月00　：外務省在ニューヨーク日本国総領事館領事
- 1993年07月00　：大蔵省大臣官房文書課広報室長
- 1994年07月00　：大蔵省主計局主計企画官（調整担当）
- 1995年05月00　：内閣官房長官秘書官事務取扱
- 1997年07月00　：大蔵省主計局主計官（外務、通産、経済協力係担当）
- 1998年07月00　：防衛庁経理局会計課長
- 2000年07月00　：金融庁検査部総務課長
- 2001年01月00　：金融庁検査局総務課長
- 2001年07月00　：証券取引等監視委員会事務局総務検査課長
- 2002年07月00　：金融庁総務企画局総務課長
- 2003年07月00　：金融庁総務企画局審議官（検査局担当）
- 2004年07月00　：金融庁総務企画局審議官（企画担当）
- 2005年08月00　：金融庁総務企画局総括審議官（命）総務企画局証券市場行政総括官
- 2007年07月00　：防衛省経理装備局長
- 2007年09月00　：防衛省大臣官房長
- 2009年08月25日：防衛事務次官
- 2012年01月10日：防衛省退官
- 2012年02月00　：防衛省顧問
- 2012年06月28日：労働金庫連合会特別顧問[3]
- 2013年02月00　：公益財団法人東京財団監事[4]
- 2014年04月21日：（免）防衛省顧問[5]
- 2014年06月26日：労働金庫連合会理事長[6]、一般社団法人全国労働金庫協会理事長[7]
- 2018年03月00　：公益財団法人東京財団政策研究所監事
- 2021年06月00　：イノテック株式会社社外取締役[4]
- 2023年011月00　：瑞宝重光章受勲

## 同期
- 佐々木豊成（元内閣官房副長官補）
- 松元崇（元内閣府事務次官）
- 畑中龍太郎（元金融庁長官）
- 御厨邦雄（世界税関機構事務総局長）
- 荒巻健二（東京大学名誉教授）